# Петро II Петрович-Негош
Петро II Нєґош-Петрович (чорн. Петар II Петровић Његош/Petar II Petrović-Njegoš; 1 (13) листопада 1813 — 31 жовтня 1851) — видатний чорногорський державний діяч, православний єпископ Цетиньської (Приморської) митрополії Сербської православної церкви. Останній теократичний правитель країни, сприяв перетворенню Чорногорії у незалежну світську державу.
Філософ та реформатор. Автор багатьох віршів та поем, вважається одним з найвідоміших слов'янських літераторів. Прихильник південнослов'янської єдності і «великосербства».

## Біографія

### Молодість
Радівоє «Раде» Томов Петровіч народився 1 листопада 1813 в селі Негуші, адміністративному центрі Катунської нахії Чорногорського санджаку. Середній син Томе Маркова Петровіча та Івани Прокоповіч-Петровіч. Його дядько по батьківській лінії був Владикою Петром І, а рід з 1697 по 1918 рр. — правлячим у Чорногорії. На той час країною де-юре управляв венеціанський губератор (Гувернадур), а фактично вона була роздробленою на численні племінні утворення, відсталою частиною Османської імперії з домінуванням натурального типу господарювання.
Петро I Негош-Петровіч хотів, щоб його наступником був Джордже, син старшого брата правителя, Сави. Однак, після того, як Джордже обрав військову освіту у Російській імперії, а не духовну (що було необхідною умовою для правителя Чорногорії), Владика обрав своїм наступником Радівоє. З огляду на невтішний досвід із Джордже, нового кандидата вже не відправляли здобувати освіту до Росії, а навчали у місцевому Цетинському монастирі у приватних викладачів. Найбільшу роль у вихованні юнака зіграв тоді Сіма Мілутіновіч. Цей ексцентричний сербський мандрівник, науковець та поет викладав Раде Петровічу не лише історію Балкан та іноземні мови (російську, французьку, італійську), а й навчав його бойового та спортивного мистецтва, знайомив з поетичною дидактикою.

### Правління
Після сметрі Петра І у 1830 році, голови усіх чорногорських кланів за традицією зібралися на загальний Сабор. 19 жовтня було вирішено, що Радівоє стане наступним правителем Чорногорії. Через кілька місяців він склав «Вічну присягу», прийнявши церковне ім'я Петро на честь свого попередника.
1831 року Петро ІІ вирушив до Санкт-Петербурга, де Священний Синод за присутності царя Миколи I канонічно призначив його на Чорногорську кафедру.

Владика Раде

Петро ІІ переважно займався світськими проблемами, за що його критикували деякі його сучасники, які стверджували, що він витрачає занадто багато часу на написання законів та віршів, не беручи участі у релігійних службах. Той факт, що він став єпископом у 21 рік, і вже в молодості виступав проти застарілої церковної традиції, задовольняв також далеко не всіх. Кілька місяців проведних ним за кордоном переконали його у необхідності кардинальних реформ у Чорногорії.
Як правитель, Петро ІІ Негош-Петровіч намагався підірвати регресивну племінну структуру влади і закласти основи сучасного, цивілізованого суспільства шляхом централізації держави. Він ліквідував посаду цивільного губернатора, яку традиційно резервували члени конкурентного роду Радонічів (вони традиційно репрезентували проавстрійську партію в політиці), і створив Раду (Правлячий сенат чорногорський і бродський), що складалася з шістнадцяти місцевих кланових вождів, для здійснення виконавчої, судової та законодавчої дорадчих функцій уряду. Була сформована так звана «Гвардія» для поліцейської служби у провінціях держави. Структурував податкову систему країни. У 1834 році в Цетинє була відкрита перша друкарня. Пізніше там же засновано першу загальноосвітню школу. У 1838 році він побудував нову єпископську резиденцію в Цетинє, так званий Більярдний дім, в якій також засідав Сенат. Була ухвалена нова збірка законів. Усіх чорногорців зобов'язали платити податки, а посадовцям призначили грошове забезпечення за виконання своїх обов'язків. Петро II планував запровадити в Чорногорії власну грошову одиницю — перун, але проєкт не був втілений у життя, тож в розрахунках зазвичай використовували австрійські гульдени.
Чи не головною проблемою країни залишався перманентний голод населення, що змушував чорногорців вести активну торгівлю та просити допомоги у сусідів. Більшу частину доходів скарбниці за Петра ІІ складала грошова допомога іноземних держав, насамперед Росії. Проте, стосунки з Петербургом складалися непросто, оскільки в цей час Микола I не був зацікавлений у послабленні Османської імперії. З метою розширення кордонів правитель виділив чотири стратегічні пункти: Спуж і Підгорицю на сході та Грахово з Котором на заході, однак досягти успіху в цьому йому не вдалося. Австрійська імперія усіляко протидіяла спробам Петра ІІ здобути вихід до Адріатичного моря, небезпідставно вважаючи, що це буде радше порт для Росії, ніж для Чорногорії. Митрополиту довелося шукати порозуміння з Віднем і погоджуватися із владою Габсбургів над чорногорським Примор'ям. Петро ІІ змушений був відмовитися й від деяких прикордонних земель, на яких австрійці звели кілька потужних укріплень, але водночас завершив приєднання до Чорногорії Нагір'я (Брди).
Оскільки чорногорці за чисельністю поступалися туркам, Петро II мріяв про об'єднання усіх південних слов'ян, спільноту яких він називав «сербством». Як і його сучасники — хорватські проповідники «ілліризму» та «югославянства», він сподівався, що об'єднання слов'ян дозволить їм звільнитися від іноземної влади й утвердити свою незалежність. До того ж за часів Петра II слово «серб» було не тільки самоназвою певного народу (разом із ним використовували й інші), ним часто позначали православних.

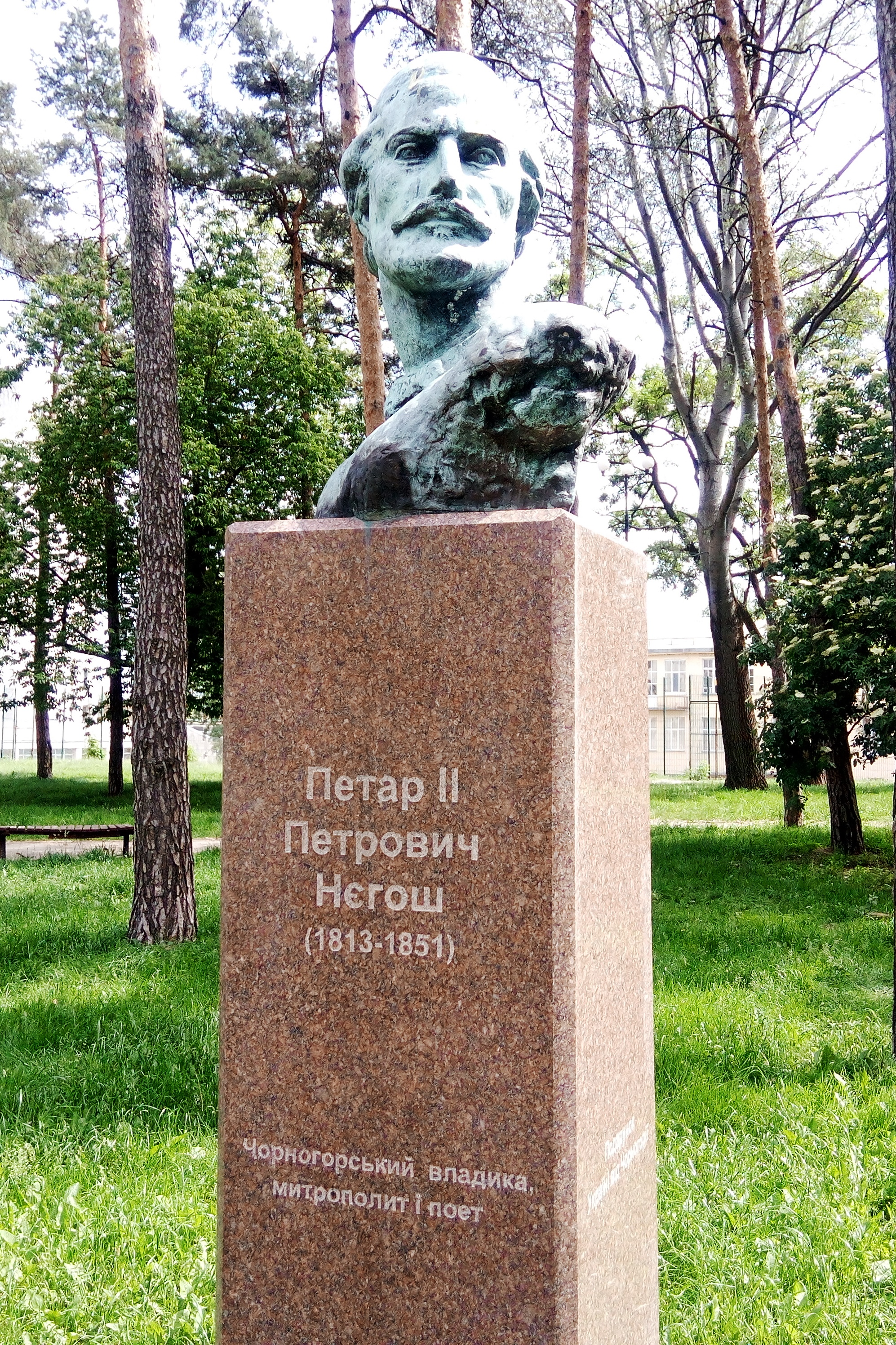
Пам'ятник Петру II Негошу в Політехнічному парку

Під час Весни народів підтримував хорватський національний рух. Розділяв ідеї Ілії Гарашанина та сприяв чорногорсько-сербській інтеграції.
Володар займався утвердженням національних рис чорногорців. Під час його правління, населення було змушене припинити носити турецькі фески на користь традиційної чорногорської капи, а Медаль Обіліча за доблесть стала найвищим військовим орденом країни, зміцнивши зв'язок чорногорців з сербами. Так само з ідеологічних міркувань було канонізовано Петра І Петровіча (Святий Петро Цетинський), попереднього Владику з роду Негошів.

### Хвороба та смерть
Наприкінці 1849 року Петро ІІ почав страждати від тяжких приступів кашлю і невдовзі у нього діагностували туберкульоз. Навесні 1850 володар зрозумів, що хвороба прогресує. Для лікування їздив до Австрії та Італії, але за відсутності покращення здоров'я повернувся до Цетиньє, щоб померти вдома. У жовтні 1851 року його стан стрімко погіршав, і 31 жовтня близько десятої години ранку Петро ІІ Негош-Петровіч помер.

## Літературна діяльність

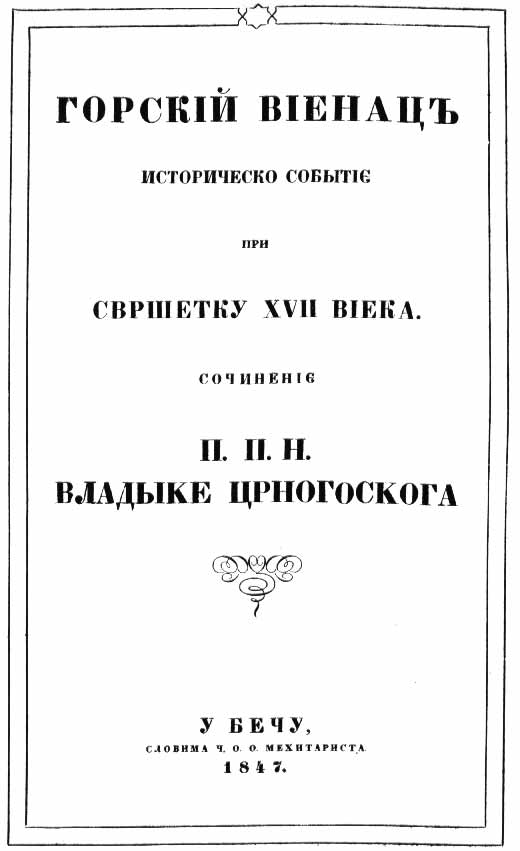
Титульна сторінка поеми «Гірський вінець»

Петро II почав проявляти інтерес до літератури ще до прийняття митрополичого сану. Відомо, що він був добре знайомий з французькою, італійською, англійською та російською літературою, а також читав окремі польські та чеські твори. Однак основним джерелом його творчості залишалися пісні та поеми його батьківщини.
Видав збірку сербських народних пісень «Дзеркало сербське» (1845), збірку власних поезій «Цетинський пустельник» (1834), поеми «Обличчя люті турецької» (1834), «Свободіада» (1835) та інші. Вершиною поетичної творчості Владики стали поеми «Промінь мікрокосму» (1845), «Гірський вінець» (1847) та «Самозванець Степан Малий» (1847).
Найвідоміша поема Петра ІІ, «Гірський вінець», була написана 1846 року у Цетинє та опубліковна 1847 у Відні. Ця жанрова епічна поема висвітлює історичний період мусульманського панування на чорногорських землях. Описаний сюжет не є докумантально історичним. Головним героєм подій, що мають місце наприкінці XVII ст. є Владика Данило. За своє правління він з болем спостерігав за масовою ісламізацією православних чорногорців. Місцеві клани, розуміючи усю небезпеку формування зрадницької когорти колишніх співвітчизників, збираються на нараду. Єдиний вихід вони бачать у вбивстві зрадників. Слов'янським мусульманам дається ультиматум бути охрещеними «або водою, або кров'ю». Після їхньої відмови чорногорські воїни вирізають мусульман та руйнують усі мечеті в країні. У кінці твору старійшини уславлюють борців за православ'я та захисників батьківщини.
Поема мала велике значення для національного пробудження сербів та чорногорців і відродила «Косовський міф» народної звитяги у боротьбі з Османами.

## Спадщина
|                                                                                        |  |  |
| Зліва: руїни каплиці у 1916. Справа: сучасний вигляд мавзолею Петра ІІ Негош-Петровіча |  |  |

У своєму заповіті Петро ІІ просив, щоб його поховали на горі Ловчен, у спроєктованій та побудованій ним у 1845 році церкві на честь Святого Петра Цетинського. Після своєї смерті, колишній володар був похований у монастирі в Цетинє. У 1855 році його останки були доставлені на гору. Проте у 1916 році, австрійці вирішили звести пам'ятник Францу Йосифу на вершині гори Ловчен і зажадали, щоб останки Петра ІІ були передані в Цетинє. Свої плани окупаційна влада не втілила, але наприкінці війни, каплицю владики було серйозно пошкоджено. Югославська влада відбудувала усипальницю і у вересні 1925 року, участь у її відкритті взяв король Олександр І. У 1952 році комуністи вирішили замінити каплицю мавзолеєм, розробленим хорватським архітектором Іваном Мештровичем. Каплицю знову зруйнували і в 1974 році, Петра ІІ востаннє перепоховали.
|                                                                                         |  |  |
| Югославський динар випущений у 1994 (зліва). Сербський динар випущений у 2006 (справа). |  |  |

Одразу після своєї смерті Петро ІІ Негош-Петровіч став вважатися «культурним батьком сербів». Різноманітні політичні фракції — югослави, комуністи та сербські націоналісти — засвоювали його ідеї для виправдання своєї діяльності. Його творчість стала базовою для розвитку сербської та чорногорської літератури. З недавніх пір його називають «Чорногорським Шекспіром».